# OGM Ormanspor (femminile)
L'OGM Ormanspor è una squadra di pallacanestro femminile turco con sede ad Ankara.
Fondata nel 1971, partecipa alla Kadınlar Basketbol Süper Ligi.